# Henri de Montferrat
Henri de Montferrat (italien Enrico del Monferrato), né vers 1020 et mort vers 1044/1045, est un prince appartenant à la dynastie des Alérames.

## Biographie

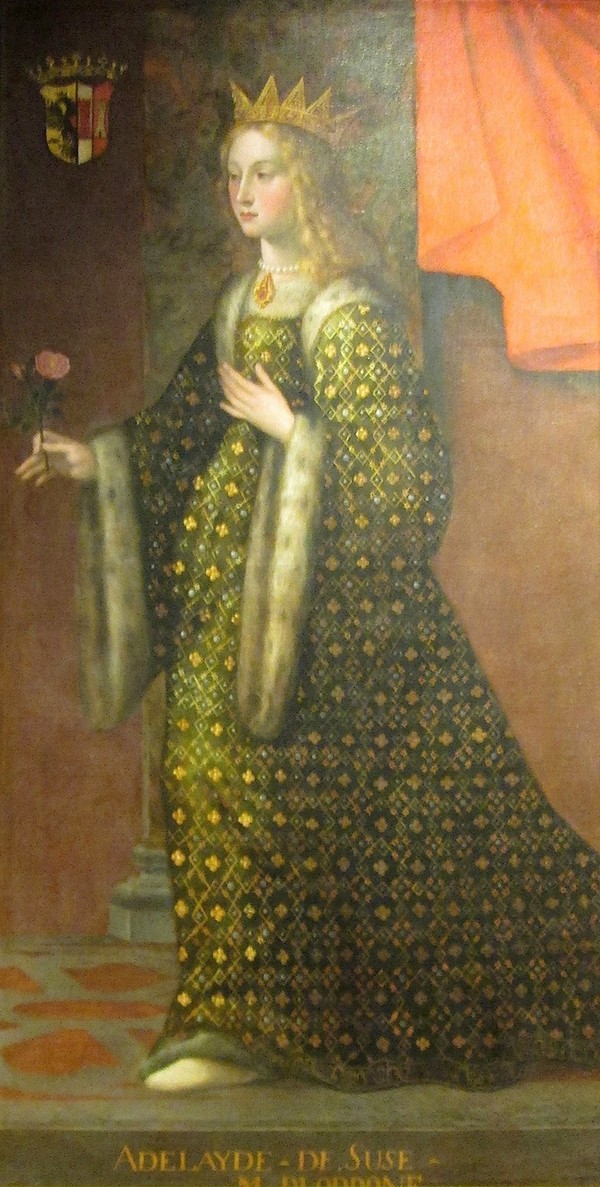
Adélaïde de Suse, épouse de Henri de Montferrat.

Henri est le fils cadet de Guillaume III de Montferrat et de son épouse Waza. À partir de 1042, il semble régner conjointement sur la Marche de Montferrat avec son frère aîné Otton II de Montferrat.
Probablement vers 1041, certainement le 2 janvier 1042, il épouse Adélaïde de Suse, fille et héritière d'Oldéric-Manfred II d'Oriate et de la Marche de Turin, et veuve d'Hermann IV de Souabe, ce qui lui permet d'unir temporairement les deux grandes marches du nord-ouest de l'Italie : Turin et Montferrat.
Henri de Montferrat meurt sans héritier vers l'été 1044, ou 1045.
Dans les mois qui suivent (vers 1045, ou 1046,) la mort d'Henri de Montferrat, Adélaïde de Suse épousera Othon (connu par la suite sous le nom d'Othon Ier de Savoie), fils d'Humbert aux-Blanches-Mains.

## Source
- (it) Cet article est partiellement ou en totalité issu de l’article de Wikipédia en italien intitulé « Enrico del Monferrato » (voir la liste des auteurs).
- (it) R. Merlone, ‘Prosopografia aleramica (secolo X e prima metà dell'XI),' Bollettino storico-bibliografico subalpino, LXXXI, (1983), 451-585.
- (en) Previté-Orton, The Early History of the House of Savoy, Cambridge University Press, 1912.